# Halo Wars 2
Halo Wars 2 é um jogo eletrônico de estratégia em tempo real desenvolvido pela 343 Industries e Creative Assembly. Foi publicado pela Microsoft Studios e lançado em fevereiro de 2017 para Windows e Xbox One. O jogo se passa no universo de ficção científica da franquia Halo em 2559. É uma sequência de Halo Wars (2009). A história segue a tripulação da Spirit of Fire, uma nave do Comando Espacial das Nações Unidas (UNSC). A Spirit of Fire chega à Ark, uma instalação Forerunner responsável por construir e controlar remotamente os anéis chamados de Halo. O conflito irrompe entre as forças do UNSC e uma facção alienígena conhecida como os Banidos pelo controle da Ark.
Em Halo Wars 2, os jogadores constroem uma base de operações, acumulam recursos para produzir unidades de infantaria e veículos e comandam seus exércitos a partir de uma visão panorâmica do campo de batalha. O objetivo principal durante uma batalha é normalmente destruir as bases de um oponente ou capturar e controlar territórios no campo de batalha. O combate é balanceado por um sistema de contra-ataque "pedra-papel-tesoura", no qual os veículos terrestres são eficazes no combate contra a infantaria, a infantaria é eficaz contra as aeronaves e as aeronaves são eficazes contra os veículos terrestres. O jogo suporta multijogador online para jogar cooperativamente ou competitivamente com outros jogadores.
O desenvolvimento de Halo Wars 2 começou em 2014, quando a desenvolvedora da franquia Halo, 343 Industries, abordou o estúdio de desenvolvimento Creative Assembly sobre uma colaboração. A Creative Assembly foi escolhida por seus anos de experiência no desenvolvimento de jogos de estratégia em tempo real. 343 Industries queria integrar a história de Halo Wars 2 mais de perto com o enredo contínuo da série Halo, levando-os a definir o jogo 28 anos após o Halo Wars original para consertar a história na linha do tempo atual da franquia. O jogo foi anunciado em 2015 na Gamescom e apresentado em uma série de eventos de videogame antes do lançamento. Dois betas abertos foram executados durante o último ano de produção do jogo para que a equipe de desenvolvimento pudesse fazer ajustes no jogo com base no feedback do jogador.
Halo Wars 2 recebeu críticas geralmente positivas. As cinemáticas da campanha feitas pelo Blur Studio foram elogiadas por sua excelente qualidade de animação. Os críticos acharam o jogo muito acessível para iniciantes, mas sentiram que precisava de mais profundidade estratégica para atrair jogadores experientes de RTS. Os incômodos no teclado e nos controles do mouse deixaram alguns críticos decepcionados, mas as melhorias feitas no esquema de controle do gamepad em Halo Wars foram elogiadas. O jogo foi suportado após o lançamento com conteúdo e recursos adicionais.

## Jogabilidade

As forças do UNSC atacam um Scarab dos Banidos. A aura verde em torno das unidades UNSC é uma habilidade de líder ativa que restaura a saúde das unidades rodeadas.

Halo Wars 2 é um jogo eletrônico de estratégia em tempo real de ficção científica militar, no qual os jogadores comandam exércitos de uma visão panorâmica do campo de batalha. O jogo pode ser jogado usando um gamepad ou usando um mouse e teclado. Como seu predecessor Halo Wars, ele apresenta duas facções jogáveis: o braço militar da humanidade, o Comando Espacial das Nações Unidas, e uma facção alienígena, os Banidos. Na maioria dos modos de jogo, os jogadores estabelecem uma base de operações em um local predeterminado. Quartéis e depósitos de veículos podem ser construídos em bases para implantar infantaria e veículos. Suprimentos coletados por meio de plataformas de suprimentos ou no campo de batalha são gastos para implantar unidades e construir edifícios. Algumas unidades e edifícios requerem um segundo recurso, energia, que é produzida usando um gerador ou edifício extrator. Edifícios básicos podem ser atualizados para conceder bônus passivos e desbloquear o acesso a unidades de nível superior.
O campo de batalha é inicialmente envolto pela névoa de guerra, que é revelado pelo movimento das unidades nas regiões obscuras do mapa. As unidades podem ser selecionadas e comandadas para entrar em combate ou interagir com estruturas no campo de batalha. O combate é balanceado por um sistema de contra-ataque de "pedra-papel-tesoura", no qual os veículos terrestres são geralmente eficazes no combate contra a infantaria, a infantaria é eficaz contra as aeronaves e as aeronaves são eficazes contra os veículos terrestres. Cada unidade tem pelo menos uma habilidade especial além dos ataques regulares. Por exemplo, os supersoldados Spartans são capazes de sequestrar veículos e realizar um ataque de esmagamento depois de pular no ar. Os jogadores podem construir bases adicionais assim que acumularem recursos suficientes e ganharem controle sobre áreas do mapa, permitindo-lhes expandir seu exército.
Um modo campanha permite que os jogadores controlem as forças do UNSC em batalhas contra os Banidos em uma antiga estrutura alienígena. A campanha principal consiste em doze missões que podem ser jogadas sozinha ou cooperativamente. Cada missão apresenta objetivos principais que envolvem a captura de pontos, a defesa de bases ou a sobrevivência de ondas de inimigos, e frequentemente exigem que os jogadores liderem unidades Spartan pelo mapa. As missões de campanha oferecem objetivos secundários opcionais, como garantir que uma determinada unidade sobreviva ao longo da missão ou destruir bases extras dentro de um limite de tempo. Cutscenes animadas e diálogos precedem cada missão para fornecer contexto e integração com a história do jogo. Uma campanha secundária permite que os jogadores controlem as forças dos Banidos em uma batalha contra formas de vida alienígena parasitárias conhecidas coletivamente como o Flood.
Fora da campanha, tanto o UNSC quanto os Banidos são jogáveis, cada um com um conjunto distinto de unidades. Os jogadores escolhem um líder que se baseia em um personagem proeminente e enfatiza um estilo particular de jogo. Os líderes têm habilidades únicas que podem ser atualizadas e ativadas durante uma batalha; usar um requer suprimentos e dispara um período de espera antes de estar disponível novamente. Curar grupos de unidades, bombardear uma área-alvo e enviar tropas especiais são exemplos de algumas habilidades do líder. Os modos multijogador do jogo suportam jogo online com até seis jogadores. Os modos de jogo incluem Skirmish, um modo de jogo cooperativo ou solo contra oponentes controlados por computador (AI); Mata-mata envolve a eliminação do exército do oponente. Fortaleza e Dominação, modos centrados em controlar o território no mapa; e Blitz, um modo que combina elementos de jogos de cartas colecionáveis com jogabilidade RTS, substituindo a construção de base por uma mecânica de cartas e deques para implantação de unidades. Os baralhos são criados a partir de pacotes de cartas ganhos no modo campanha e desafios diários. Cada cartão possui uma unidade implantável e tem um custo de energia; implantar uma unidade mais poderosa usa mais energia. A energia é gerada automaticamente ao longo de uma partida e mais pode ser coletada de pods colocados no mapa periodicamente. Tiroteio Blitz é uma variante cooperativa para um jogador que coloca os jogadores contra ondas de inimigos de IA.

## Sinopse

### Ambientação e personagens
Halo Wars 2 se passa no universo de ficção científica da série Halo. O jogo se passa em 2559, 28 anos após os eventos de Halo Wars e logo após os eventos de Halo 5: Guardians. Halo Wars termina com a tripulação da nave de guerra humana do Comando Espacial das Nações Unidas (UNSC), Spirit of Fire, entrando em crio-sono e vagando em um espaço desconhecido. Nesse período, a guerra entre a humanidade e a aliança alienígena conhecida como Covenant terminou, e a Spirit of Fire foi declarada como desaparecida. Enquanto a Spirit of Fire está à deriva no espaço, a inteligência artificial (IA) Serina (Courtenay Taylor) da nave se extingue antes de sucumbir à rampancy, um estado terminal. O Capitão James Cutter (Gideon Emery), a professora Anders (Faye Kingslee), e o resto da tripulação acordam do sono criogênico na Arca, uma instalação Forerunner capaz de fabricar grandes mundos anéis conhecidos como Halos. Isabel (Erika Soto) é uma IA de logística do UNSC operando em uma instalação de pesquisa na Arca quando uma facção alienígena chamada os Banidos invade. Os Banidos são liderados pelo warlord Brute Atriox (John DiMaggio) e subiram ao poder após a queda do Covenant. Servindo sob o comando de Atriox estão o general Brute Decimus e o Shipmaster Elite Let 'Volir (Darin De Paul).

### História principal
Chegando à Arca, a equipe da Spirit of Fire recebe um sinal do UNSC da superfície da instalação. A Equipe Vermelha Spartan - composta pelos supersoldados Alice, Jerome e Douglas - são enviados para investigar o sinal. Eles recuperam Isabel de uma base UNSC, mas são atacados pelos Banidos durante a exfiltração. De volta à Spirit of Fire, Isabel revela ao capitão Cutter como Atriox e os Banidos invadiram a Arca. Apesar de Isabel acreditar que a resistência é impossível, Cutter declara sua intenção de confrontar os Banidos. Uma equipe de ataque consegue estabelecer uma base avançada e derrotar as forças dos Banidos sob o controle de Decimus. Nos destroços da base de Decimus, Isabel descobre informações sobre o Cartógrafo da Arca, um mapa dos principais sistemas e armas.
A equipe de ataque protege o Cartógrafo, sendo atacado por máquinas Forerunner autônomas conhecidas como Sentinelas. Anders descobre que Atriox sequestrou a rede de teletransporte da Arca, permitindo-lhe transportar tropas por toda a estrutura. As forças do UNSC derrotam Decimus e desabilitam a rede do portal. A Spirit of Fire está sob ataque de uma nave transportadora dos Banidos. A nave atacante é destruída quando Isabel e Jerome sequestram seu sistema de armas para fazer com que as Sentinelas estacionados na Arca a parta em duas.
Anders sugere que eles criem um anel Halo usando a fundição da Arca para transportar a tripulação para longe da Arca e de volta ao espaço controlado pelo UNSC. O novo Halo é lançado, mas as forças do UNSC enfrentam resistência dos Banidos. Na Arca, Alice e Douglas evitam que os reforços dos Banidos, incluindo Atriox, cheguem ao Halo. Anders é escoltada até a sala de controle do anel, onde o sistema de disparo da estrutura é desativado e um sinalizador é colocado. Tendo derrotado as forças dos Banidos no anel, as forças terrestres retornam à Spirit of Fire, mas Anders e o Halo entram no slipspace, pois não podem parar a contagem regressiva do salto. Antes do Halo saltar para o slipspace, Anders promete obter ajuda do UNSC o mais rápido possível. Cutter e Atriox se preparam para o próximo combate. Em uma cena pós-créditos, o Halo da Anders sai prematuramente do slipspace, apenas para encontrar um Guardian Forerunner.

### Expansões de campanha
As missões de Operation SPEARBREAKER acontecem um mês após o lançamento do anel Halo. A Spirit of Fire e os Banidos ainda estão lutando pelo controle da Arca. Um esquadrão do UNSC, Sunray 1-1, tropeça em uma operação dos Banidos para reparar uma nave de guerra Forerunner para substituir o transportador Banido que foi destruído. Lutando através de hordas de forças dos Banidos e Sentinelas, Sunray 1-1 é capaz de destruir a nave Forerunner antes que ela seja lançada.
A campanha Awakening the Nightmare ocorre cinco meses após Operation SPEARBREAKER. A guerra entre o UNSC e os Banidos chegou a um impasse. Desesperado por mais suprimentos, Atriox ordena que os irmãos Voridus e Pavium busquem recuperação de itens perto das ruínas da antiga cidade sagrada Covenant de High Charity. Atriox os avisa para não entrarem em High Charity, acreditando nas histórias da cidade ter sido consumida pelo parasita Flood. O obstinado Voridus ignora os avisos, desativando as defesas do Sentinela e rompendo o escudo que cerca a cidade. Sua decisão precipitada resulta na fuga do Flood e na assimilação de muitos Banidos às fileiras do Flood.
Em vez de entrar em contato com Atriox para obter assistência e arriscar sua ira, Voridus afirma que pode reativar as defesas da Sentinela de outro local. A dupla ativa uma broca para propagar desastres naturais e manter o Flood sob controle temporariamente enquanto Voridus lidera um punhado de tropas em uma base Sentinela para reativar o enxame local. Voridus consegue ativar as defesas locais, mas os irmãos descobrem que Atriox soube de suas ações e está chegando. Atriox avisa que irá matá-los se eles não conseguirem limpar a bagunça quando ele chegar. Empurrando o Flood de volta para a área ao redor de High Charity, os irmãos descobrem que o Flood está desenvolvendo rapidamente uma inteligência coordenadora, um Proto-Gravemind - se terminar de crescer, o Flood na Arca será imparável. Os Banidos são capazes de destruir o Proto-Gravemind assim que Atriox chega. Ele repreende os dois irmãos e ordena que eles limpem a bagunça, mas poupa suas vidas. Sentinelas invadem a área para lidar com a ameaça do Flood.

## Desenvolvimento
Em 2009, a Microsoft Studios lançou Halo Wars, um spin-off de estratégia em tempo real da série de tiro em primeira pessoa Halo. Foi desenvolvido pela subsidiária da Microsoft, Ensemble Studios. Enquanto Halo Wars foi um sucesso comercial, a Ensemble Studios foi fechada após o desenvolvimento. Antes de seu fechamento, o estúdio começou a planejar uma história para uma sequência. De acordo com o escritor principal de Halo Wars, Graeme Devine, este roteiro explorava a história dos Forerunners e envolvia a Spirit of Fire chegando a uma estação Forerunner rastreada por Anders. Em 2007, a Microsoft formou uma divisão interna, 343 Industries, para desenvolver produtos Halo, e o estúdio procurou uma desenvolvedora para fazer parceria na sequência de Halo Wars. Eles viram o trabalho com outros desenvolvedores e o uso de experiência externa como a chave para manter a qualidade em seus projetos.
Em 2014, a 343 Industries começou a desenvolver Halo Wars 2 depois de abordar a desenvolvedora do Reino Unido Creative Assembly, um estúdio de desenvolvimento de propriedade da Sega. A Creative Assembly foi escolhida por causa de sua reputação no desenvolvimento de jogos de estratégia em tempo real, como Total War. O estúdio considerou a criação de um RTS para console e PC por um longo tempo, então a perspectiva de trabalhar em Halo Wars 2 foi vista como uma oportunidade perfeita. A equipe de desenvolvimento de Halo Wars 2 dentro da Creative Assembly era composta por pessoas que trabalharam em Alien: Isolation (2014), a série Total War e novos funcionários contratados para o projeto. Embora a Creative Assembly seja uma desenvolvedora centrada em PC, os funcionários da equipe de Alien: Isolation foram capaz de fornecer experiência na produção de jogos para consoles. Em 18 de janeiro de 2017, a equipe de desenvolvimento anunciou que o jogo havia chegado na "fase ouro".

### Design
O diretor de estúdio da Creative Assembly, Tim Heaton, disse que a jogabilidade de Halo Wars 2 não seria semelhante à da série Total War. A abordagem deles foi construir sobre a base estabelecida com Halo Wars. Com Halo Wars 2, a equipe de desenvolvimento esperava apresentar novos jogadores ao gênero de jogos de estratégia enquanto apaziguava jogadores experientes, incluindo uma gama de modos multijogador que um amplo espectro de jogadores poderiam desfrutar. Eles também queriam estender o propósito das unidades de líderes e suas habilidades, dando a cada uma delas um papel mais definido no estilo de jogo que representam. A Creative Assembly achou que o jogo precisava de mais unidades de artilharia capazes de realizar ataques de longo alcance, no entanto, não havia atualmente veículos adequados no universo Halo. Então, eles criaram dois novos veículos para a função e checaram se eles pareciam deslocados usando o material de referência fornecido pela 343 Industries. O diretor de criação, Alistair Hope, viu a fidelidade ao material original como um fator importante para todos os jogos da Creative Assembly, mas afirmou que a equipe teve mais liberdade para explorar e expandir o universo Halo do que o previsto. Hope elogiou o esquema de controle usado em Halo Wars e teve como objetivo aprimorar o sistema, garantindo que Halo Wars 2 fosse intuitivo para jogar em um console. Um recurso de controle comum incluído em muitos jogos RTS para PC, mas ausente no Halo Wars original, são os grupos de controle, que permitem que conjuntos de unidades sejam atribuídos manualmente a uma tecla. Como Halo Wars 2 foi desenvolvido para console e PC, os designers estavam ansiosos para incluir o recurso em ambas as versões do jogo. A 343 Industries havia inicialmente considerado o suporte a jogabilidade em plataforma cruzada entre dispositivos Windows e Xbox One, mas o recurso foi finalmente excluído do jogo no lançamento.
O modo de jogo Blitz resultou da experimentação de ideias para uma variação rápida e acessível da jogabilidade RTS. A equipe de desenvolvimento queria simplificar a mecânica, como construção de base e gerenciamento de recursos, que os jogadores normalmente consideram complexos e intimidantes. O design inicial do Blitz envolvia jogadores com uma escalação do exército, como nos jogos de guerra de mesa. Depois de testar essa versão, eles perceberam que a escala das batalhas diminuiria e se tornaria menos atraente no decorrer da partida. Eles revisaram o modo implementando um sistema de cartas e baralhos para o desdobramento de unidades e introduzindo recursos de geração aleatória nos mapas. Blitz foi influenciado pelo modo de jogo Warzone de Halo 5: Guardians e o jogo de cartas colecionáveis da Blizzard Entertainment Hearthstone, pegando dicas de design dos sistemas de coleta de cartas e construção de deck. Dan Ayoub, chefe de jogos de estratégia da 343 Industries, citou os jogos de multiplayer online battle arena como impactantes no design de Blitz, uma vez que substituíram o gerenciamento de recursos por combate de unidade individual.
O diretor de desenvolvimento da franquia Halo, Frank O'Connor, explicou que Halo Wars 2 seria mais integrado com outras ficções do universo do que seu antecessor. A história do primeiro Halo Wars se passa 20 anos antes de Halo: Combat Evolved e é amplamente isolada de outros jogos da série. Isso evitava que ele interferisse em outros projetos (Halo 3 e Halo: Reach) que também estavam em desenvolvimento na época. Consequentemente, Halo Wars 2 é ambientado na linha do tempo fictícia contemporânea seguindo os eventos de Halo 5: Guardians, e é dito ter um "senso de escala" de que o primeiro jogo tinha em falta. Essa decisão também abriu um fio narrativo em Halo Wars 2, no qual os personagens que retornam são colocados em um universo desconhecido com tecnologia desatualizada. O diretor narrativo Kevin Grace disse que eles tiraram a maior parte de sua inspiração para o tom do jogo de Halo: Combat Evolved.
A equipe narrativa queria estabelecer um novo vilão que fosse poderoso e inteligente, o que levou à introdução do Brute Warlord Atriox. Grace citou o Árbitro como um grande exemplo de personagem único em sua espécie; ele notou que essa característica foi aplicada aos Brutes com a criação de Atriox. Para subverter a noção de que os Brutes são apenas o "músculo burro" do Covenant, eles queriam apresentá-lo como um comandante inteligente que tira proveito do colapso do Covenant. A inspiração para o personagem foi tirada de lendas do folclore, como Excalibur e histórias de um subalterno chegando ao poder. Embora os Banidos tenham sido referenciados na mídias anteriores de Halo, Halo Wars 2 marca sua estreia como a principal facção inimiga. Eventos do mundo real e grupos mercenários históricos foram uma fonte criativa para projetar os Banidos. Desde o início, Isabel foi projetada para exibir um comportamento imperfeito para distingui-la de outros personagens IA da série. Ellen Ripley no filme Aliens de 1986 foi uma influência particular para sua caracterização.
O diretor de arte Jeremy Cook pensou que manter a legibilidade e a clareza das unidades e do espaço de combate era a maior prioridade da direção de arte do jogo. Ele também queria garantir que o estilo visual permanecesse consistente com o universo Halo, preservando os traços reconhecíveis das unidades e estruturas. O estilo de arte dos Banidos foi projetado para contrastar visualmente com o do UNSC. Cook queria que os Banidos fossem uma reminiscência do Covenant, mas com maior ênfase na estética da espécie Brute. Os veículos e armas Brute existentes ajudaram a influenciar as mudanças de design e a criação de novas tecnologias no arsenal dos Banidos.
As cutscenes em jogo de Halo Wars 2 foram criadas pela empresa de animação Blur Studio; eles criaram cutscenes para alguns jogos Halo, incluindo o Halo Wars original. As cenas foram dirigidas por Dave Wilson, que foi o supervisor de efeitos visuais nas cenas de Halo Wars. A 343 Industries explicou que as alterações na aparência dos personagens que retornavam eram resultado da atualização da tecnologia, do uso de captura de performance e do elenco de novos atores. Wilson disse que os avanços na tecnologia permitiram que a equipe de animação capturasse movimentos corporais, faciais e de áudio simultaneamente para Halo Wars 2, ao contrário do desenvolvimento de Halo Wars, onde cada uma dessas performances foi gravada separadamente e posteriormente combinada.
Dois betas abertos multijogador foram executados durante a produção de Halo Wars 2 para que a equipe de desenvolvimento pudesse coletar dados e fazer ajustes com base no feedback da comunidade. O primeiro foi executado no Xbox One de 13 a 23 de junho de 2016, e incluiu os modos de jogo Deathmatch e Domination. Um segundo beta com o modo Blitz foi executado de 20 a 30 de janeiro de 2017, no Windows e no Xbox One. Os jogadores ganharam recompensas em Halo 5: Guardians por participar do primeiro beta e pacotes de cartas Blitz por participar do segundo beta. As alterações feitas no jogo após os betas incluíram a resolução de problemas de conectividade, ajuste da jogabilidade e ajuste do esquema de controle e interface do usuário.

### Áudio
Paul Lipson atuou como diretor de áudio em Halo Wars 2. A trilha sonora do jogo foi composta por Gordy Haab, Brian Lee White e Brian Trifon. White e Trifon colaboraram com Lipson na música de projetos anteriores de Halo, como Halo: The Master Chief Collection e o aplicativo Halo Channel. Os compositores analisaram documentos de design, artwork e versões iniciais do jogo para aprender sobre a história e as motivações dos personagens. Esta pesquisa os ajudou a determinar o tom emocional e as escolhas instrumentais para a música. Eles queriam incorporar os componentes habituais das partituras de Halo, como o uso de uma grande orquestra, um coro e música eletrônica, ao mesmo tempo que levava a música em uma nova direção. Como Halo Wars 2 foi considerado um spin-off do núcleo dos jogos Halo, os compositores não ficaram em dívida com o som estabelecido de Martin O'Donnell da série. Isso deu a eles a oportunidade de experimentar a trilha sonora e introduzir elementos como instrumentos de metais na música.
A faixa de abertura da trilha sonora de Halo Wars 2, "Recommissioned", é uma adaptação de "Spirit of Fire", tema da trilha sonora do Halo Wars original. Os compositores queriam colocar seu próprio estilo neste tema existente. Melodias específicas foram escritas para cada um dos personagens principais do jogo para refletir suas personalidades. Por exemplo, a faixa "Run Little Demons" fez uso de tambores tribais, percussão eletrônica e metais pesados para capturar o pavor e o terror induzidos por Atriox e os Banidos. Para gerar uma série de efeitos emocionais, diferentes instrumentos foram usados para criar variações dos temas dos personagens. Um dos objetivos era fazer com que a música interagisse dinamicamente com o diálogo e a jogabilidade. Os compositores criaram músicas em diferentes níveis de intensidade para corresponder às ações do jogador no jogo. Por exemplo, música ambiente de baixa intensidade tocaria durante a construção da base e música mais percussiva e temática tocaria durante as batalhas. Um sistema foi projetado para adaptar a pontuação com base nos eventos que ocorrem durante o jogo e para evitar que a música se torne repetitiva. Os compositores trabalharam em estreita colaboração com Lipson e o líder de áudio da Creative Assembly, Sam Cooper, na implementação do áudio interativo. A orquestra ao vivo foi gravada no Newman Scoring Stage no estúdio da 20th Century Fox em Los Angeles. A Halo Wars 2 Original Game Soundtrack, com 21 faixas, foi lançada nas lojas de varejo em 17 de fevereiro de 2017 e digitalmente em 21 de fevereiro de 2017.

## Marketing e lançamento
Na Gamescom em agosto de 2015, a Microsoft Studios anunciou Halo Wars 2 para PCs com Windows e o console Xbox One. Trailers apresentando cinemáticas do jogo foram lançados desde o anúncio do jogo até o seu lançamento. O trailer de anúncio na Gamescom 2015 mostrou um soldado ferido do UNSC sendo arrastado e Atriox provocando. O trailer mostrado na E3 2016 foi criado pela Blur Studio, e retratava os líderes de ambas as facções - Cutter e Atriox - se encarando enquanto suas forças estavam em conflito. No RTX 2016, a 343 Industries revelou um teaser das cinemáticas do jogo, ilustrando a chegada da Spirit of Fire na arca e os supersoldados Spartan encontrando os Banidos. No The Game Awards 2016, um trailer focando o histórico e os motivos de Atriox foi apresentado. Em 9 de fevereiro de 2017, a Microsoft lançou dois trailers em live action mostrando Cutter e Atriox se confrontando em cenários cômicos da vida real. Os modos multijogador do jogo estavam disponíveis para jogar em várias convenções e exposições de jogos eletrônicos, incluindo E3, RTX, Gamescom e Paris Games Week. A 343 Industries e a fabricante de brinquedos Mattel anunciaram uma parceria para criar uma nova linha de brinquedos Halo baseada em Halo Wars 2. Em agosto de 2017, a Dark Horse Comics publicou a primeira edição de Halo: Rise of Atriox, uma série limitada de quadrinhos de cinco capítulos sobre o principal antagonista do jogo.
Halo Wars 2 foi inicialmente programado para ser lançado para Windows e Xbox One em 2016, no entanto, foi adiado até 21 de fevereiro de 2017. É o primeiro jogo Halo a ser lançado simultaneamente no console e no PC. O jogo foi lançado como parte do programa Xbox Play Anywhere, que permite que uma compra digital seja reproduzida no Windows e no Xbox One. A THQ Nordic lidou com a distribuição do lançamento do PC para varejo na Europa. Uma versão Ultimate Edition do jogo incluía um passe de temporada de conteúdo para download (DLC), acesso ao jogo quatro dias antes e uma cópia de Halo Wars: Definitive Edition - uma versão aprimorada do jogo original para Windows e Xbox One. Halo Wars 2 estreou em segundo lugar na parada semanal de vendas no varejo do Reino Unido.
Após o lançamento de Halo Wars 2, uma demo, apresentando a missão de abertura da campanha e o modo Blitz Firefight, foi lançada no Xbox One e Windows. A 343 Industries e a Creative Assembly deram suporte ao pós-lançamento de Halo Wars 2 com conteúdo adicional e atualizações. Um sistema de ranqueamento multijogador foi retirado do jogo no lançamento, pois a equipe de desenvolvimento queria que a jogabilidade fosse o mais balanceada possível antes do lançamento. O DLC incluiu novas unidades, líderes, cartas Blitz, e duas missões de campanha extras. O conteúdo foi distribuído mensalmente a partir de março de 2017. Uma expansão de campanha, Awakening the Nightmare, foi revelada em 12 de junho de 2017, e lançada em 26 de setembro de 2017. Ela também apresenta novos líderes, mapas e um modo cooperativo. No final de outubro de 2017, Halo Wars 2 recebeu uma série de melhorias visuais para o Xbox One X. Além disso, a jogabilidade em cross-platform entre o console e o PC foi habilitado.

## Recepção
A versão para Xbox One de Halo Wars 2 recebeu críticas "geralmente favoráveis" de críticos profissionais, enquanto a recepção da versão para PC foi "mista ou média", de acordo com o site agregador de análises Metacritic. O consenso geral entre os críticos foi que Halo Wars 2 forneceu uma experiência de jogo de estratégia acessível adequada aos novatos, mas que faltou profundidade tática ou era muito conservador em seu design para apaziguar jogadores veteranos de RTS que tinham acesso a alternativas no PC. Vários escritores recomendaram o jogo para jogadores de console, em parte devido à falta de jogos RTS no Xbox One.
O comportamento da IA em Halo Wars 2 atraiu algumas críticas. Alguns revisores descreveram o pathfinding das unidades como abaixo da média, e outros consideraram a IA inimiga muito fácil no ajuste de dificuldade normal. O IGN não gostou que as bases tivessem que ser colocadas em locais predeterminados; eles descobriram que isso era limitante e disseram que restringia a liberdade de ordem de construção. O Rock, Paper, Shotgun também estava preocupado com as restrições à construção da base inicialmente, no entanto, eles gostaram da ideia depois de jogar o jogo por algum tempo.
Os críticos pensaram que as melhorias feitas no esquema de controle do gamepad eram inteligentes e acolheram adições como grupos de controle. Em alguns casos, eles ainda consideravam o gamepad como um método de controle abaixo do ideal, em grande parte devido à natureza das alavancas analógicas serem imprecisas em comparação a um mouse. Isso causou certa frustração entre vários escritores, pois eles não conseguiam evitar os ataques inimigos porque manobrar as unidades com um gamepad era lento. Enquanto os controles de mouse e teclado eram vistos como superiores para executar ações precisas rapidamente, alguns revisores consideraram o método de controle não polido e acreditaram que foram feitas concessões para o gamepad. O minimapa sem resposta, atalhos de teclado padrão não intuitivos e menus radiais inadequados foram destacados como problemas com o mouse e os controles do teclado.
A campanha do jogo recebeu impressões mistas dos revisores. O USgamer achou que era ótimo para ensinar a mecânica do jogo e a progressão da dificuldade era razoável. O GameSpot pensou que os pontos mais altos das missões de campanha foram as sequências que pegaram emprestado elementos dos principais jogos do Halo. O Rock, Paper, Shotgun afirmou que embora a campanha tenha sido breve, teve um bom ritmo e havia uma variedade decente de objetivos e cenários. O IGN concordou que as missões de campanha ofereciam variedade suficiente para evitar que se tornassem repetitivas. No entanto, no geral, eles não ficaram impressionados com as missões de campanha, que consideraram pouco ambiciosas em seu design. Eles também ficaram surpresos com os bugs frequentes, que incluíram travamentos e eventos de missão que não eram ativados, que eles experimentaram durante o jogo da campanha no Xbox One.
Alguns revisores gostaram da história do jogo, mas muitos apontaram que a conclusão da campanha foi anticlimática devido ao seu final abrupto e não resolvido. O GameSpot achou o enredo interessante porque explorou diferentes partes do universo Halo . Eles também sentiram que a integração da narrativa com as missões de campanha foi efetivamente implementada por meio das cutscenes e do diálogo pré-luta. No entanto, eles comentaram que os personagens eram subdesenvolvidos e a história não contribuiu muito para o arco principal de Halo. O IGN achava que Isabel era uma personagem cativante e emotiva que reforçava o medo induzido pelo antagonista do jogo. Eles gostaram da forte introdução de Atriox, mas sentiram que o personagem se tornava menos proeminente conforme a história progredia. Apesar de acreditar que havia potencial para uma história de fundo interessante com Atriox e os Banidos, o Eurogamer viu os motivos da facção na campanha como sendo muito semelhantes aos do Covenant, o que consequentemente fez a história parecer que estava recauchutando um território familiar. As reações às cutscenes da campanha foram extremamente positivas, com elogios à produção de alta qualidade e animação excepcional. Enquanto o diálogo de personagem foi notado como sendo extravagante às vezes, as animações faciais expressivas mantiveram as cinemáticas cativantes.
A PC Gamer complementou a variedade de modos de jogo multijogador disponíveis. Este sentimento foi compartilhado por outros revisores que pensaram que a oferta multijogador era consideravelmente mais diversa do que o que estava normalmente disponível na maioria dos jogos RTS. Numerosos críticos consideraram Blitz como o modo multijogador de destaque, no entanto, eles ainda estavam apreensivos sobre suas deficiências. O GamesRadar chamou Blitz de a área com mais pensamento a frente de Halo Wars 2, em contraste com outras partes do jogo que eles pensaram que eram estereotipadas. Outros escritores concordaram que o modo era uma reviravolta interessante no RTS e gostaram de jogá-lo. Embora os pacotes de cartas Blitz pudessem ser ganhos jogando, os críticos ainda expressaram decepção com a inclusão de microtransações para a compra de pacotes de cartas. Alguns revisores suspeitaram que ganhar jogos em Blitz pode depender muito da sorte do sorteio das cartas. Consequentemente, a aleatoriedade e a mecânica das cartas no modo foram consideradas inadequadas para multijogador competitivo, mas adequadas para a variante Firefight.

### Prêmios
| Ano  | Prêmio                                      | Categoria                               | Resultado | Ref           |
| ---- | ------------------------------------------- | --------------------------------------- | --------- | ------------- |
| 2016 | Game Critics Awards                         | Best Strategy Game                      | Indicado  | [ 75 ]        |
| 2016 | Gamescom 2016                               | Best Strategy Game                      | Indicado  | [ 76 ]        |
| 2017 | Gamescom 2017                               | Best Add-On/Downloadable Content        | Indicado  | [ 77 ]        |
| 2017 | Develop Awards                              | Visual Design                           | Indicado  | [ 78 ]        |
| 2017 | Develop Awards                              | Sound Design                            | Indicado  | [ 78 ]        |
| 2017 | Golden Joystick Awards                      | Studio of the Year (Creative Assembly)  | Indicado  | [ 79 ]        |
| 2017 | Golden Joystick Awards                      | Xbox Game of the Year                   | Indicado  | [ 79 ]        |
| 2017 | Hollywood Music in Media Awards             | Original Score - Video Game             | Indicado  | [ 80 ]        |
| 2017 | The Game Awards 2017                        | Best Strategy Game                      | Indicado  | [ 81 ]        |
| 2018 | 21st Annual D.I.C.E. Awards                 | Strategy/Simulation Game of the Year    | Indicado  | [ 82 ]        |
| 2018 | 16th Annual Game Audio Network Guild Awards | Sound Design of the Year                | Indicado  | [ 83 ]        |
| 2018 | 16th Annual Game Audio Network Guild Awards | Best Interactive Score                  | Indicado  | [ 83 ]        |
| 2018 | 16th Annual Game Audio Network Guild Awards | Best Cinematic/Cutscene Audio           | Indicado  | [ 83 ]        |
| 2018 | 16th Annual Game Audio Network Guild Awards | Best Audio Mix                          | Indicado  | [ 83 ]        |
| 2018 | ASCAP Composers' Choice Awards              | 2017 ASCAP Video Game Score of the Year | Indicado  | [ 84 ] [ 85 ] |

### Vídeos
- Kiki Wolfkill, Frank O'Connor, Erika Soto, Dan Ayoub, Dave Wilson, Kevin Grace (26 de julho de 2016). Halo Wars 2 Panel – San Diego Comic-Con 2016 (em inglês). Halo. Consultado em 16 de outubro de 2020